# 弗羅茨瓦夫省

1945-1975年的弗羅瓦茨夫省

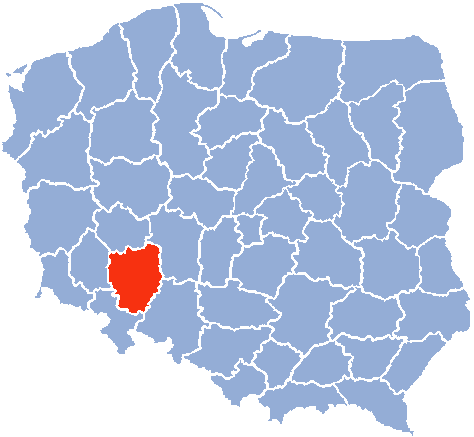
1975-1998年的弗羅瓦茨夫省

弗羅茨瓦夫省（województwo wrocławskie）是波蘭歷史上的一個省，始於1945年。1999年1月1日被併入下西里西亞省。
1965年面積18,827平方公里，人口1,967,000人。1980年面積6,287平方公里。人口1,136,700人。首府弗羅茨瓦夫。